# Powiat Uelzen
Powiat Uelzen (niem. Landkreis Uelzen) – powiat w niemieckim kraju związkowym Dolna Saksonia. Siedziba powiatu znajduje się w mieście Uelzen.

## Podział administracyjny
Powiat Uelzen składa się z:
- 1 miasta
- 1 samodzielnej gminy (niem. Einheitsgemeinde)
- 4 gmin zbiorowych (Samtgemeinde)

Miasta:
| Lp. | Nazwa miasta | Ludność (31.12.2008) | Powierzchnia km² |
| --- | ------------ | -------------------- | ---------------- |
| 1   | Uelzen       | 34.395               | 135,84           |

Gmina samodzielna:
| Lp. | Nazwa gminy  | Ludność (31.12.2008) | Powierzchnia km² |
| --- | ------------ | -------------------- | ---------------- |
| 1   | Bienenbüttel | 6.653                | 99,00            |

Gminy zbiorowe:
| Lp. | Nazwa gminy      | Ludność (31.12.2008) | Powierzchnia km² | Liczba gmin |
| --- | ---------------- | -------------------- | ---------------- | ----------- |
| 1   | Aue              | 12.825               | 280,04           | 4           |
| 2   | Bevensen-Ebstorf | 26.693               | 479,43           | 13          |
| 3   | Rosche           | 7.121                | 211,00           | 5           |
| 4   | Suderburg        | 7.013                | 250,28           | 3           |